# Fiat Croma (2005)
El Fiat Croma es un automóvil del segmento D producido por el fabricante italiano Fiat entre 2005 y 2010. Tiene una carrocería familiar de cinco plazas, motor delantero transversal y tracción delantera. Su objetivo de ventas inicial eran 50.000 unidades al año.

## Historia
Fiat retornó al segmento D en 2005 con el lanzamiento del segundo Croma (proyecto 194), presentado en el Salón del Automóvil de Ginebra comenzando su producción ese mismo año en la fábrica italiana de Fiat Cassino en Lacio. El Croma recibió una reestilización a principios de 2008. Su frontal se rediseñó, resultando totalmente distinto al anterior, asemejándose al Fiat Bravo y haciendo el coche algo más largo (4.783 mm). En el interior se adoptaron nuevos tapizados y recubrimientos y se modificaron los niveles de equipamiento. Su comercialización finalizó el 2 de diciembre de 2010.

## Descripción

### Exterior
El Fiat Croma no es un automóvil de turismo tradicional sino un automóvil basado exclusivamente en el concepto de "Station Wagon" cuyo diseño de turismo familiar incorpora elementos de monovolumen. Por la forma no se puede hablar de monovolumen, ya que sus dos volúmenes están muy diferenciados, pero por la altura sí se asemeja a este tipo de vehículos.

### Seguridad

#### Pasiva
El Croma recibió 34 puntos en la prueba de protección a ocupantes adultos en choques de EuroNCAP siendo galardonado con la máxima puntuación de EuroNCAP .
Puntuación total  : 5 de 5 estrellas.
Impacto frontal  : 94%
Impacto lateral  : 100%
Protección de los niños : 4 de 5 estrellas.
Protección de los peatones : 1 de 4 estrellas.

### Plataforma y carrocería
Su plataforma es un legado de la antigua alianza Fiat-General Motors y se comparte con los Cadillac BLS, Opel Vectra, Opel Signum y Saab 9-3. Su altura de 1.597 mm queda a medio camino entre la de los monovolúmenes Mitsubishi Grandis y Ford S-Max (1.655 mm y 1.660 mm respectivamente) y el familiar Toyota Avensis Wagon (1.525 mm).

### Motorizaciones
Sus motores gasolina son un 1,8 litros de 140 CV y un 2,2 litros de 147 CV. Los diésel son un 1,9 litros de 120 o 150 CV y un 2,4 litros de 200 CV denominados Multijet, todos ellos con inyección directa common-rail, turbocompresor de geometría variable e intercooler. Todos los motores son de cuatro cilindros en línea y cuatro válvulas por cilindro, salvo el diésel 1,9 litros de 120 CV, que tiene dos válvulas por cilindros. Según el motor, el Croma incorpora cajas de cambios manuales de cinco o seis marchas y automática de seis marchas.

### Tabla resumen de mecánicas
| Mecánica        | Inicio | Fin  | Familia      | Tecnología | Combustible | Cil. | Cubicaje (cc.) | Vál. | Potencia (CV/ rpm) | Par (Nm/ rpm) | Vel. máx. (km/h) | Aceleración 0-100 km/h (s) | Consumo (l/100km) | Emisión CO2 (g/km) | S&S | Transmisión          | Rel. |
| --------------- | ------ | ---- | ------------ | ---------- | ----------- | ---- | -------------- | ---- | ------------------ | ------------- | ---------------- | -------------------------- | ----------------- | ------------------ | --- | -------------------- | ---- |
| 1.8 Ecotec      | 2006   |      | Motor Ecotec |            | Gasolina    | 4L   | 1796           | 16   | 140                | /             |                  |                            |                   | EURO               | No  | Delantera Manual     |      |
| 2.2 Ecotec      | Debut  | 2007 | Motor Ecotec |            | Gasolina    | 4L   | 2198           | 16   | 147                | /             |                  |                            |                   | EURO               | No  | Delantera Manual     |      |
| 2.2 Ecotec Auto | Debut  | 2007 | Motor Ecotec |            | Gasolina    | 4L   | 2198           | 16   | 147                | /             |                  |                            |                   | EURO               | No  | Delantera automática |      |
| 1.9 JTD         | Debut  |      | Motor JTD    |            | Gasóleo     | 4L   | 1910           | 8    | 120                | /             |                  |                            |                   | EURO               | No  | Delantera Manual     |      |
| 1.9 JTD PurO2   | 2008   | 2010 | Motor JTD    |            | Gasóleo     | 4L   | 1910           | 8    | 120                | /             |                  |                            |                   | EURO               | No  | Delantera Manual     |      |
| 1.9 JTD         | Debut  |      | Motor JTD    |            | Gasóleo     | 4L   | 1910           | 16   | 150                | /             |                  |                            |                   | EURO               | No  | Delantera Manual     |      |
| 1.9 JTD auto    | Debut  |      | Motor JTD    |            | Gasóleo     | 4L   | 1910           | 16   | 150                | /             |                  |                            |                   | EURO               | No  | Delantera automática |      |
| 2.4 JTD auto    | Debut  | 2010 | Motor JTD    |            | Gasóleo     | 5L   | 2387           | 20   | 200                | /             |                  |                            |                   | EURO               | No  | Delantera automática |      |

## Publicidad
Jeremy Irons

## Fábrica
El Fiat Croma se produjo la fábrica de  Fiat Cassino.

## El prototipo 8ttoV
Para celebrar la presentación de Fiat Croma en 2005 Giorgetto Giugiaro, diseñador del Croma de 2005 y del Croma de 1985, presentó sobre la base del de este último un prototipo denominado Fiat Croma 8ttoV.

### 2005 - 2008

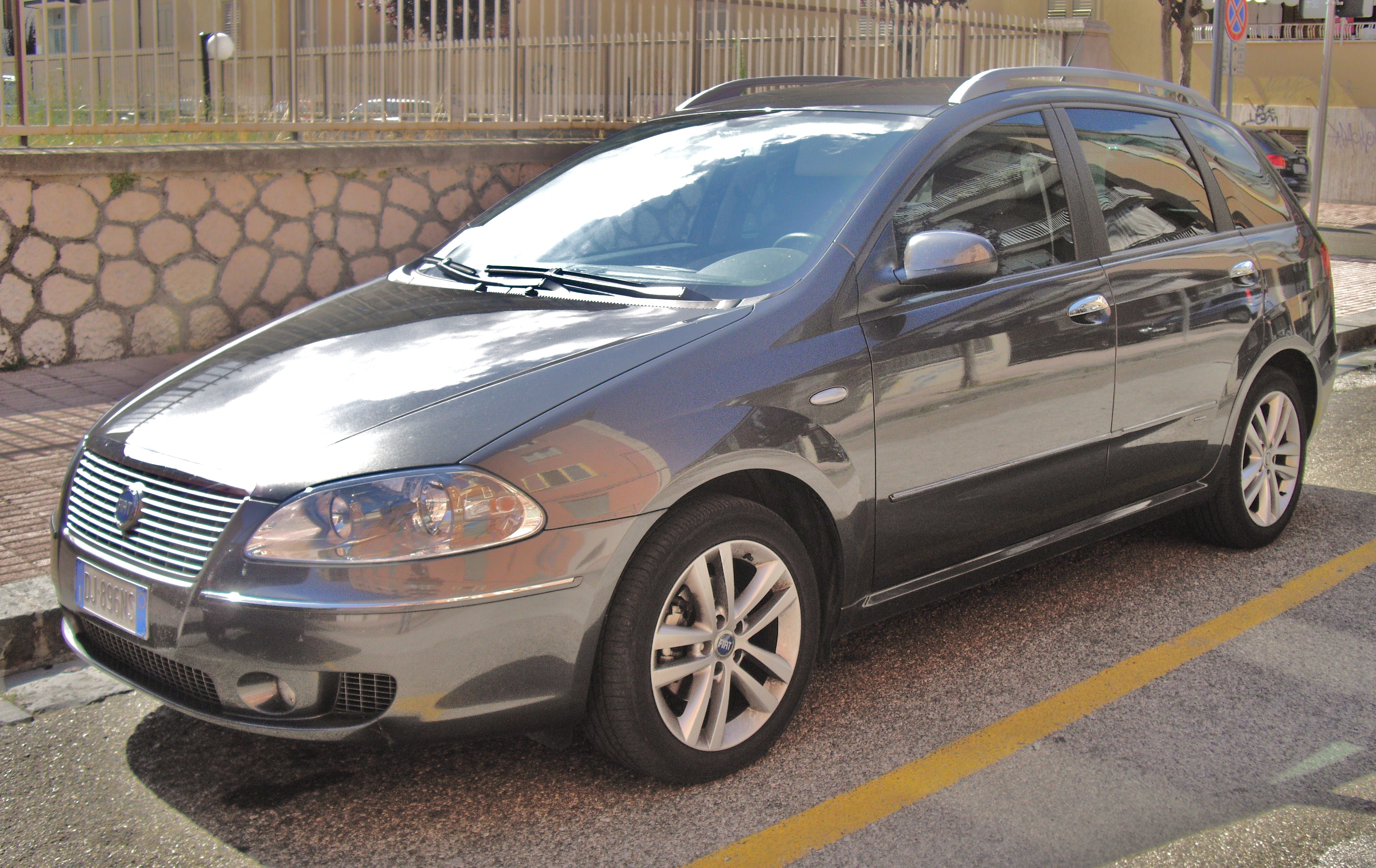
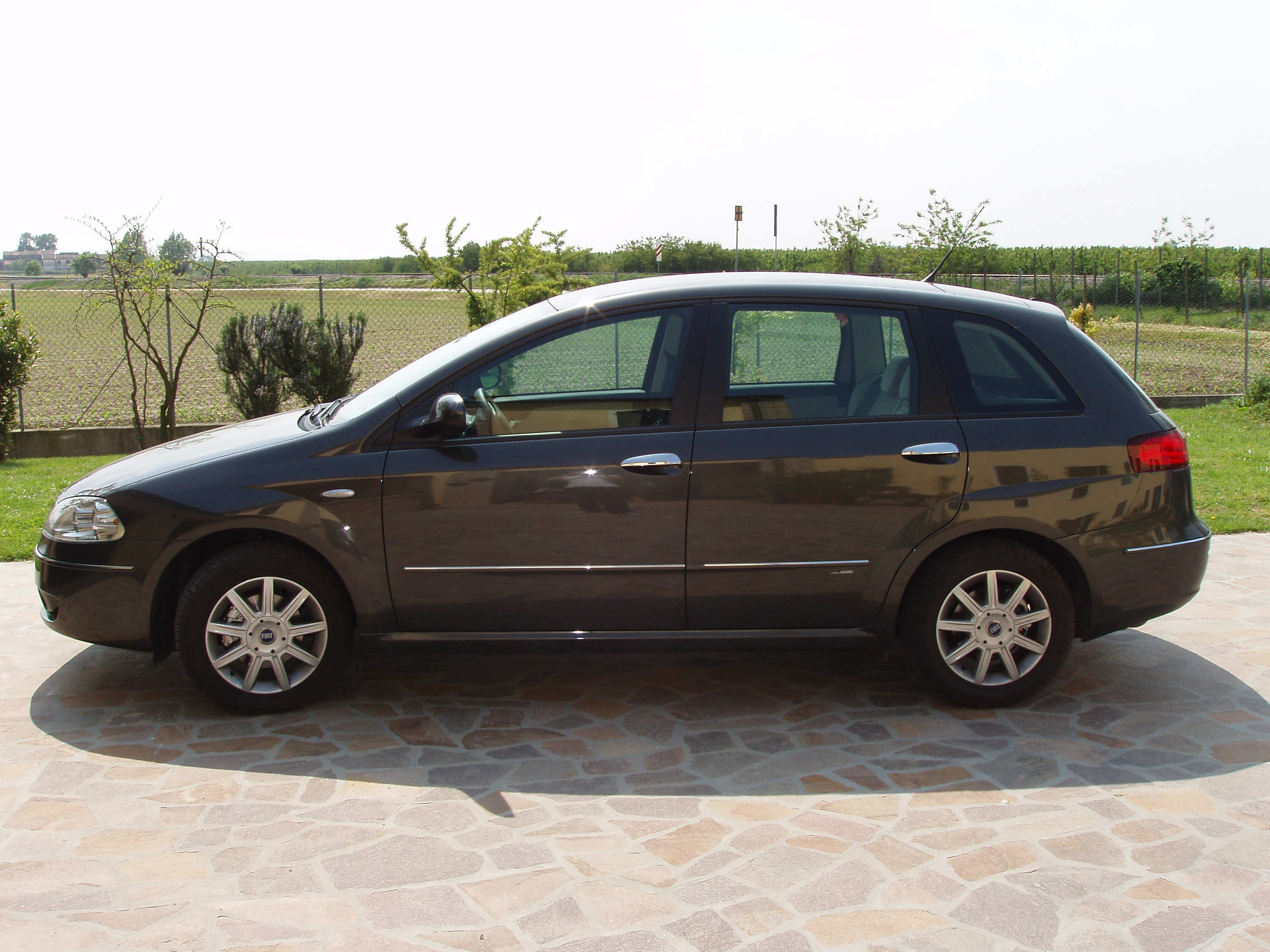
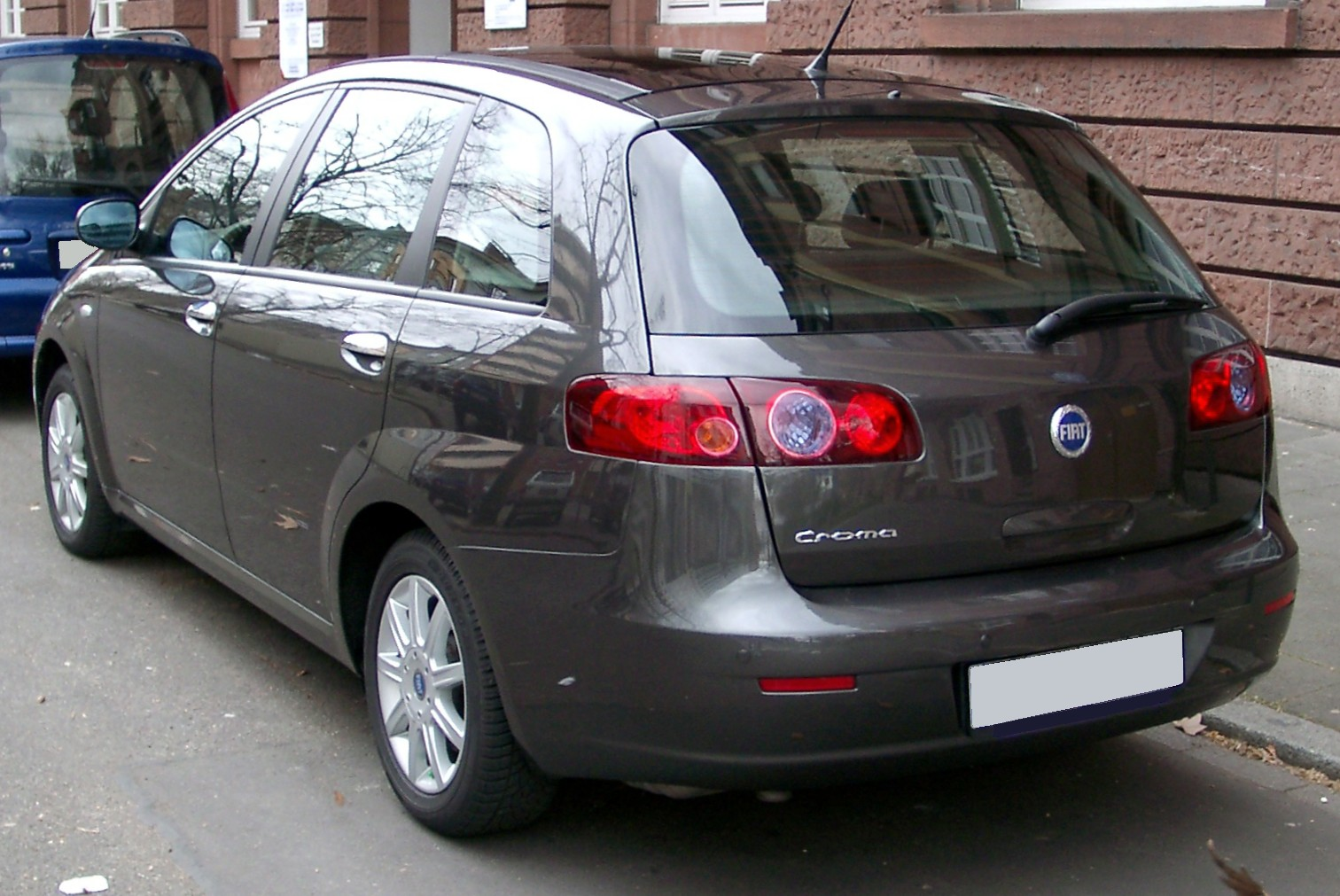
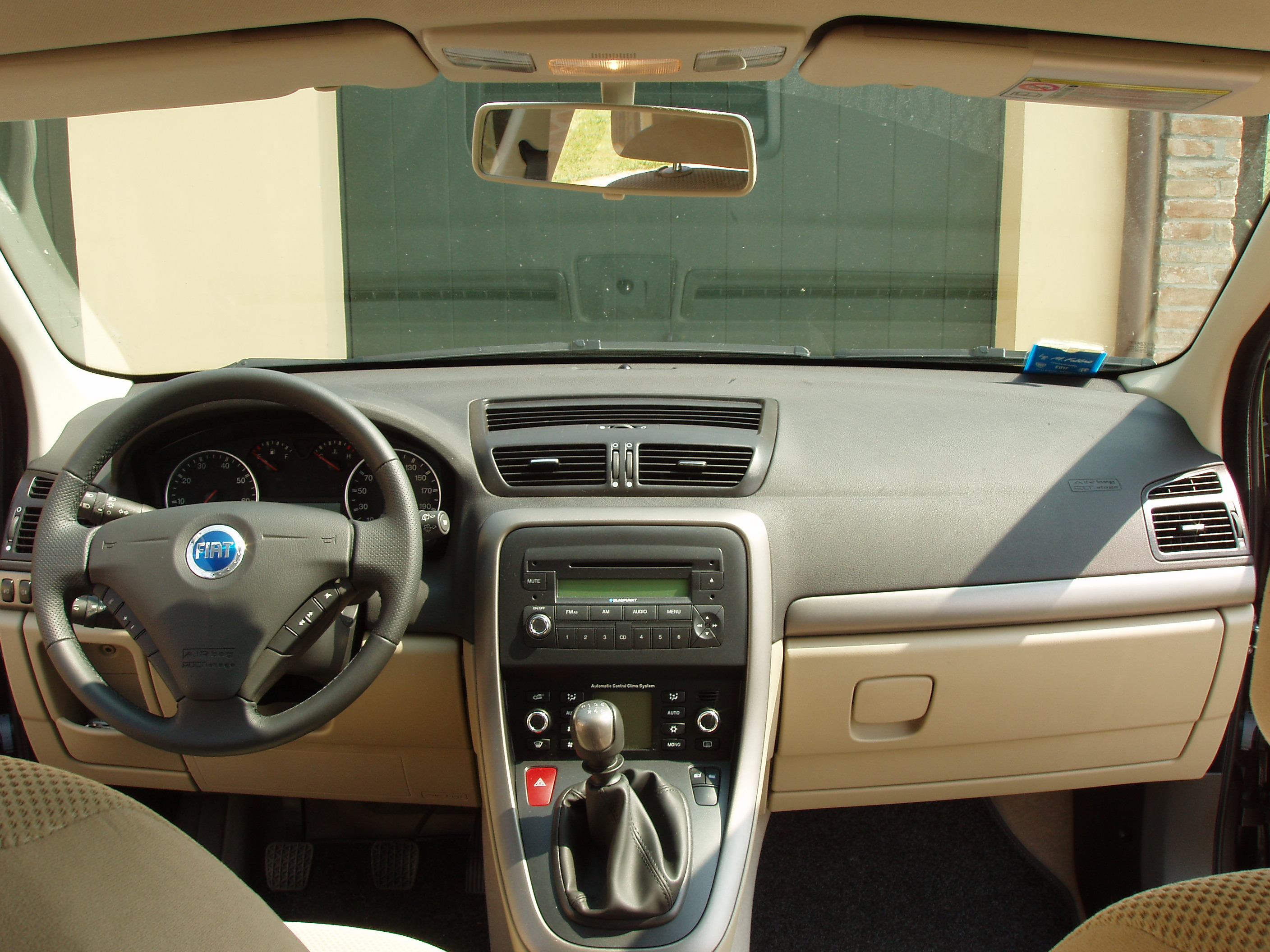
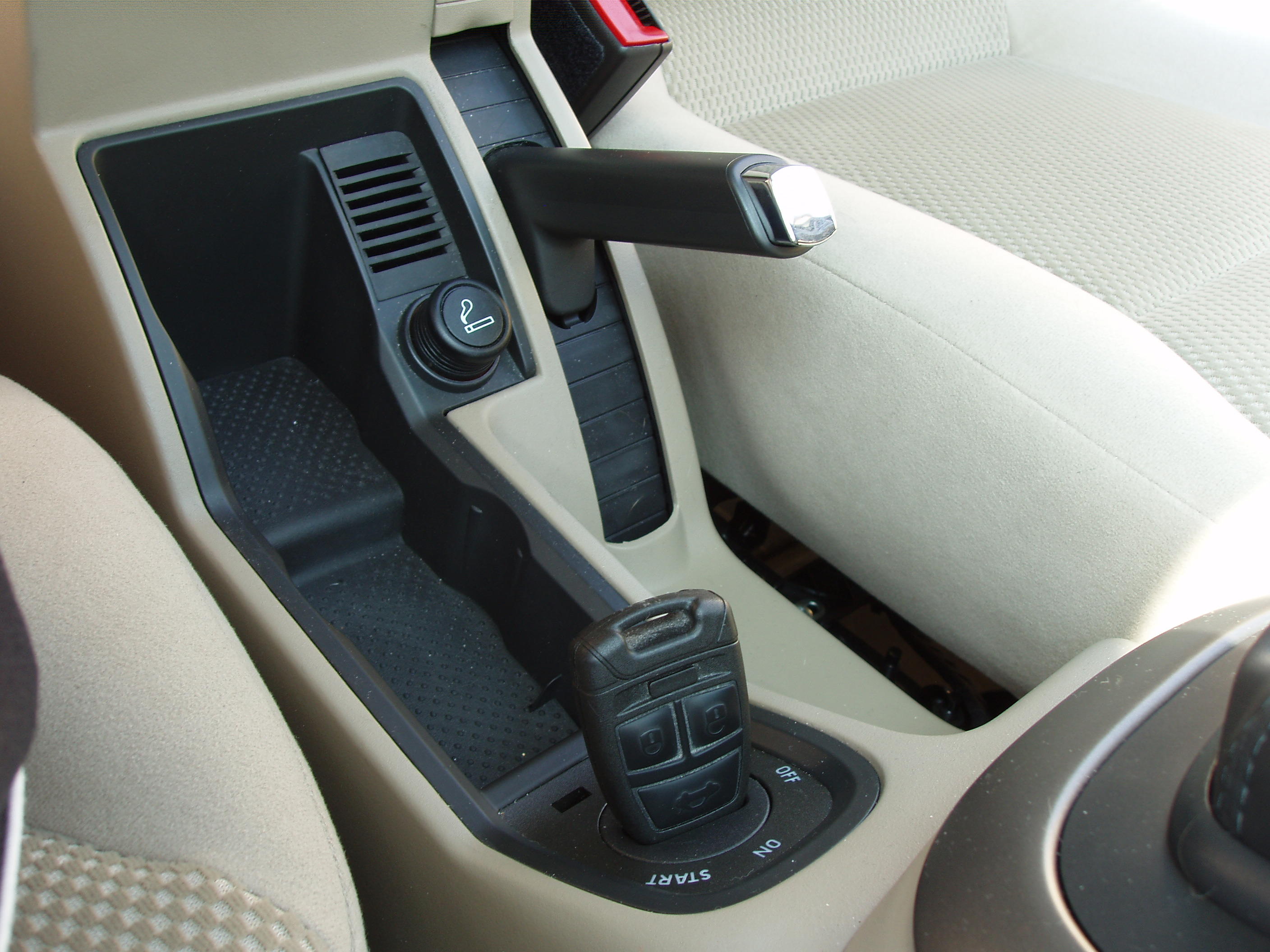
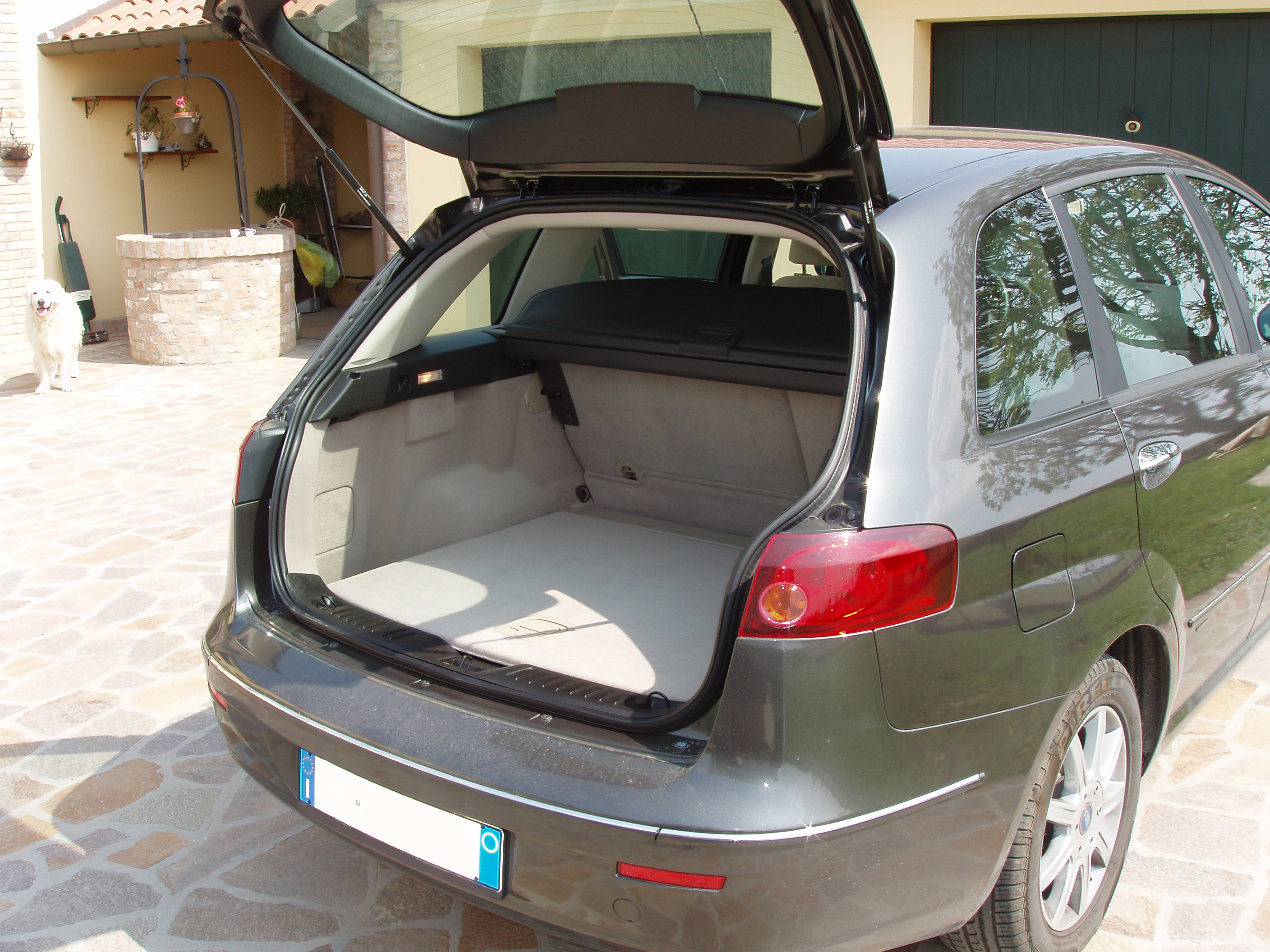

### 2008 - 2010

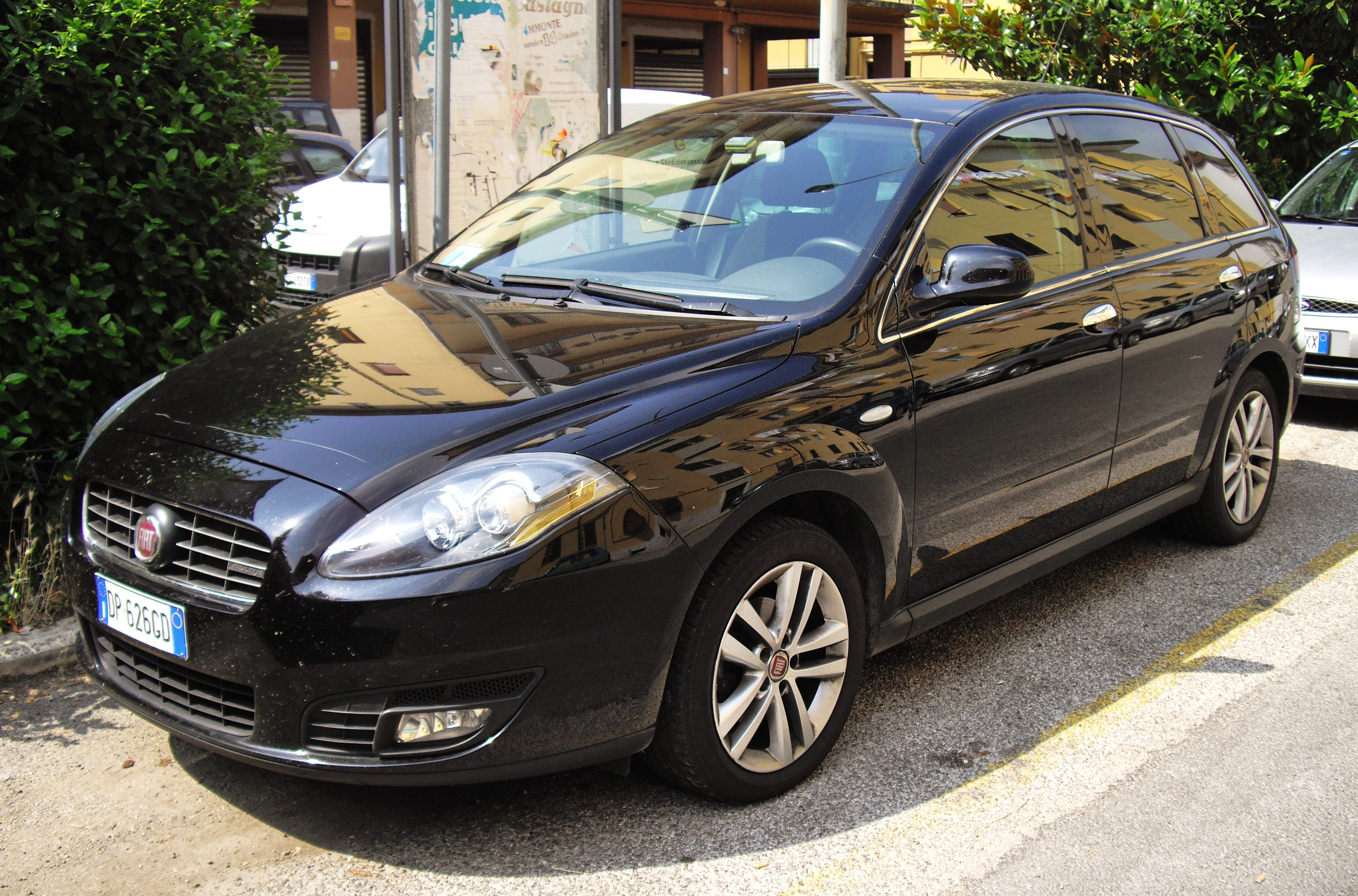
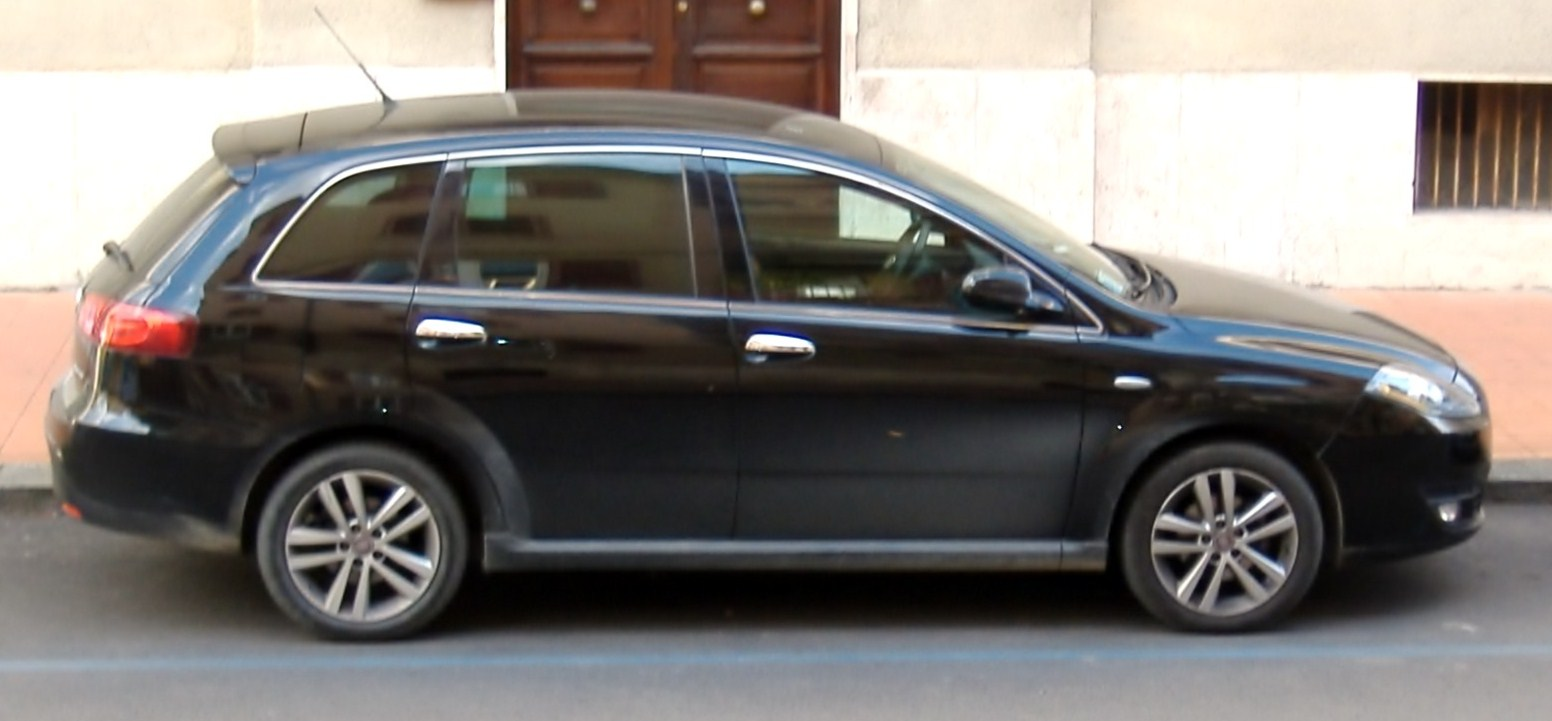
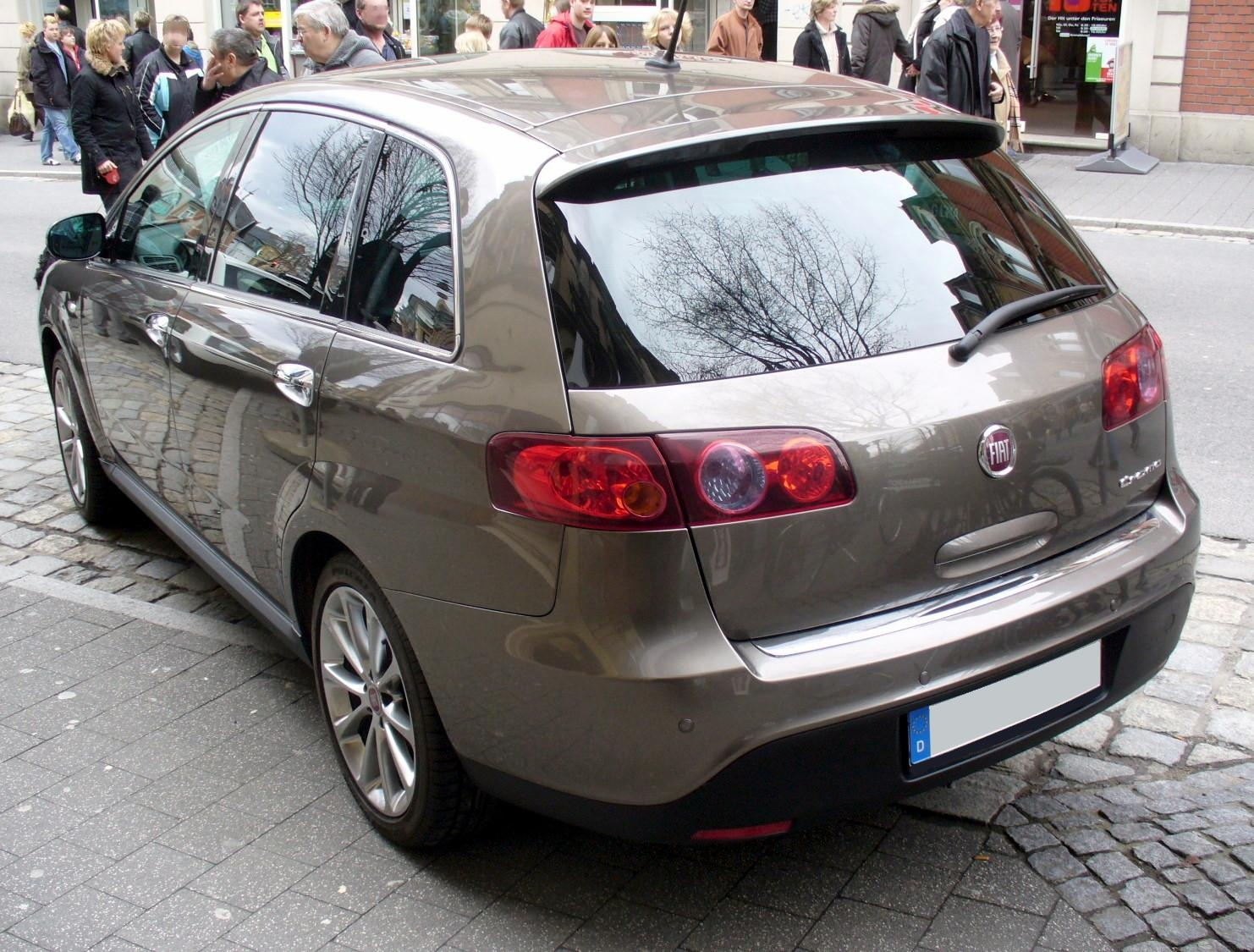
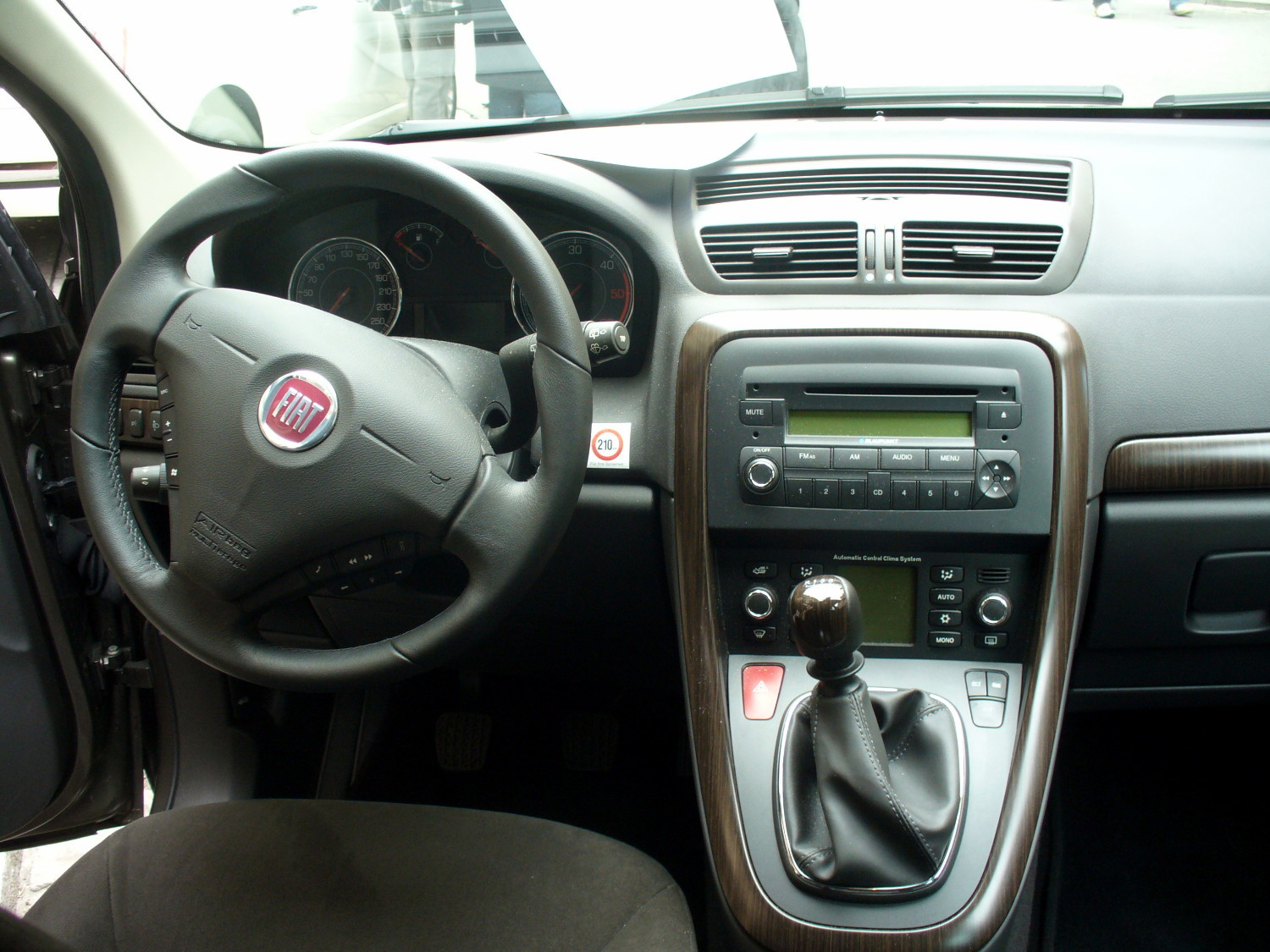